# Тодуз-ус-Сантус
То́дуз-ус-Са́нтус (порт. Baía de Todos os Santos; буквально бухта Всех Святых) — бухта на восточном побережье Бразилии в штате Баия, на берегах которой частично располагается столица штата, город Салвадор. Площадь бухты составляет 1223 км², что делает её второй по величине среди заливов Бразилии после залива Сан-Маркус.
По большей части залив мелководен, средняя глубина составляет 9,8 м. Река Парагуасу, площадь водосборного бассейна которой составляет 56 300 км², протекает по низменности Реконкаво перед тем, как впасть в залив, при том её средний расход составляет 162 м³/с и зависит от режима работы плотины. В бухте насчитывается 91 остров, самый крупный из которых Итапарика располагается у самого входа. Фарол-да-Барра (маяк Барра), находящийся на месте исторической крепости, также располагается у входа в бухту.